# De Heemgaard
De Heemgaard is een christelijke scholengemeenschap in het voortgezet onderwijs in de Nederlandse stad Apeldoorn met 1300 leerlingen in het schooljaar 2023-2024. De school biedt opleidingen aan op de niveaus vmbo-tl, havo en atheneum, optioneel met Latijn. Daarnaast biedt de school een tweejarige internationale schakelklas (ISK). De school heeft naast leerlingen uit de gemeente Apeldoorn ook leerlingen uit de gemeenten Brummen (circa 10%, voornamelijk vanuit Eerbeek) en Voorst (circa 6%).

## Geschiedenis
De scholengemeenschap in zijn huidige vorm is het gevolg van een fusie tussen het Myrtus College, dat als dependance van het Christelijk Lyceum begon aan de Talingweg 171, en de Dr. J.Th. Visserschool (de Visser-mavo) aan de Maasstraat 5, in 1988. Sinds oktober 1988 is de school gehuisvest in het gebouw van het voormalige Myrtus College aan de Heemradenlaan 125 in de wijk De Maten, wijkdeel Matengaarde. Andreas de Boer (1938-2023) werd aangesteld als rector en bleef aan tot zijn pensionering in 1999. Hij werd opgevolgd door Nico van Uitert.
Na de fusie kreeg de school de naam De Heemgaard, dat samen met een nabijgelegen heemtuin, de Heemradenlaan waaraan de school staat en het verpleeghuis De Heemhof (2001) verwijst naar het voormalige moerassige terrein waarop de wijk is gebouwd. De naam houdt ook in dat de school een organisatie wil zijn waar leerlingen zich thuis kunnen voelen. Het kunstenaarsduo Fortuyn/O'Brien ontwierp pergolabogen om het schoolgebouw beter in de omgeving in te passen.
Medio jaren 90 is aan de achterzijde van het gebouw de "Parkvleugel" bijgebouwd, zo genoemd omdat het aan de zijde van het Matenpark staat, een wijkpark van ongeveer 30 hectare groot. Rond 2000 werd de school opnieuw verbouwd, waarbij de aula sterk werd uitgebreid, het hoofdgebouw en de Parkvleugel op de eerste en tweede verdieping met elkaar verbonden werden, en er een derde verdieping boven op de tussenverbinding werd geplaatst.
Sinds 2007 maakt De Heemgaard onderdeel uit van de Stichting Christelijk Voortgezet Onderwijs (CVO) Apeldoorn, een koepelorganisatie waar ook het Sprengeloo onder valt. Rector Nico van Uitert werd opgevolgd door Rob Stevelmans, die tot dusver ruim 10 jaar als conrector en daarvoor als docent aan de school verbonden was.

## Bijzonderheden
De Heemgaard is een van de weinige scholen in Nederland waar er ook in het vak muziek examen kan worden gedaan. Dit gebeurt jaarlijks op een donderdag en een vrijdag in maart. Leerlingen stellen zelf een band samen en zingen of bespelen een instrument in dat verband. Meespelen in andere bands levert bonuspunten op.
De aula is op zondag in gebruik door de evangelische gemeente Berea de Maten, die ten tijde van de verbouw van de aula ook heeft meebetaald aan de uitgebreide geluidsinstallatie.
De Heemgaard is in het schooljaar 2014-2015 gestart met een entreprenasium en een businessschool.

## Bekende (oud-)leerlingen
- Diederik Smit (2000-2006) - cabaretier, schrijver en columnist
- Matthijn Buwalda (ca. 1996-2002) - zanger en muzikant
- Henk van Essen (1973-1979) - korpschef van de Nationale Politie
- Sadik Harchaoui (1986–1992) - oud-voorzitter van Forum
- Hansen Tomas (1999–2004) - zanger
- Bas Steman (ca. eind jaren 80) - auteur en documentairemaker
- Pim Kraan (1980-1982) - directeur Save the Children Nederland

## Bekende oud-leerkrachten
- Henk van der Ent (–1999) - auteur (onderwees Nederlands tot aan zijn pensioen)
- Stefan Paas (–1999) - theoloog (onderwees godsdienst tijdens zijn promotieonderzoek)
- Kees Boogaard (–2013) – Docent van het Jaar 2008 (onderwees Duits)